# Gateway Sports and Entertainment Complex

Le Gateway Sports and Entertainment Complex est un complexe sportif situé à Cleveland, dans l'Ohio.
Le complexe dispose de 2 infrastructures majeures dont un stade de baseball de 43 345 places, le Progressive Field, construit en 1994, et une salle omnisports de 20 562 places, le Quicken Loans Arena construite aussi en 1994.

## Les locataires

### Quicken Loans Arena
- Cleveland Cavaliers (NBA)
- Lake Erie Monsters (AHL)

### Progressive Field
- Cleveland Indians (MLB)